# Bisa
Bisa è un'isola  dell'Indonesia.

## Geografia
L'isola di Bisa è un'isola appartenente al gruppo delle isole Obira, nella parte settentrionale delle Isole Molucche.
Il territorio è ricoperto da foreste tropicali umide a foglia larga.